# Odontura calaritana
Odontura calaritana är en insektsart som beskrevs av Costa, A. 1883. Odontura calaritana ingår i släktet Odontura och familjen vårtbitare. Inga underarter finns listade i Catalogue of Life.